# Lijst van beelden in Zeewolde
Dit is een (onvolledige) chronologische lijst van beelden in Zeewolde. Onder een beeld wordt hier verstaan elk driedimensionaal kunstwerk in de openbare ruimte van de Nederlandse gemeente Zeewolde, waarbij beeld wordt gebruikt als verzamelbegrip voor sculpturen, standbeelden, installaties, gedenktekens en overige beeldhouwwerken.
Voor een volledig overzicht van de beschikbare afbeeldingen zie: Beelden in Zeewolde op Wikimedia Commons.
| Geplaatst                     | Omschrijving                                              | Kunstenaar                      | Straat                                                              | Plaats      | Materiaal            | Afbeelding |
| ----------------------------- | --------------------------------------------------------- | ------------------------------- | ------------------------------------------------------------------- | ----------- | -------------------- | ---------- |
| 1960 (2003)                   | Vruchtbaarheid                                            | Charlotte van Pallandt          | Knardijk                                                            | Harderhaven |                      |            |
| 1968                          | Salami                                                    | Carel Visser                    | Weteringplein                                                       | Zeewolde    | cortenstaal          |            |
| 1974                          | zonder titel (7 zuilen)                                   | Evert Strobos                   | Atlanta / Winde                                                     | Zeewolde    | cortenstaal          |            |
| 1982                          | Aardzee Landschapskunst                                   | Piet Slegers                    | Vogelweg (hoek Lepelaartocht, tussen Ooievaarsweg en Reigerweg)     | Zeewolde    |                      |            |
| 1989                          | Zonder titel (geel gebouwtje met drie torentjes)          | Han Janselijn                   | Gelderseweg (op de dijk)                                            | Zeewolde    | gelakt staal         |            |
| 1989/1996                     | Sea Level                                                 | Richard Serra                   | landschapspark De Wetering                                          | Zeewolde    | steen                |            |
| 1993                          | Geluidssculptuur                                          | Mario Airò                      | Hosterwold                                                          | Zeewolde    | geluid               |            |
| 1994                          | Schaatsertjes                                             | Siem Wardenaar                  | Westergo / Flevoweg                                                 | Zeewolde    | brons                |            |
| 1996                          | Sea Level landschapskunst                                 | Richard Serra                   | De Verbeelding 25, Zeewolde (overzicht vanaf brug Kastanjelaan)     | Zeewolde    |                      |            |
| 1998                          | Diego Rivera in de Sovjet Uie (muurschildering)           | Siem Jan van de                 | De Wetering / Kunstaan                                              | Zeewolde    | waterglas, mortel    |            |
| 1998                          | Waterwolf                                                 | Corien van de Ven               | Industrieweg 48                                                     | Zeewolde    | gelakt staal         |            |
| 2001                          | Free trade areas (bankjes)                                | Tobias Rehberger                | Horsterwold (bij de pont)                                           | Zeewolde    | RVS                  |            |
| 2001                          | Land (module van buizen en plastic)                       | N55                             | Horsterwold                                                         | Zeewolde    | RVS                  |            |
| 2001                          | Sanctuarium (tuin omsloten door hekwerk)                  | Herman de Vries                 | Woldstrand, Nuldernauw                                              | Zeewolde    | divers               |            |
| 2001                          | The Remembered Self and The Forgotten Self (2 objecten)   | Ulf Rollof                      | Horsterwold nabij de Banken                                         | Zeewolde    | staal                |            |
| 2001                          | The Shipwreck                                             | Mark Dion                       | De Verbeelding nabij Dasselaarweg                                   | Zeewolde    | divers               |            |
| 2001                          | Windcabine (betonnen gebouwtje)                           | Roman Signer                    | Horsterwold                                                         | Zeewolde    | beton                |            |
| 2002                          | Diablo                                                    | Groenewoud/Buij                 | Enkhuizerweg, Keteldiep                                             | Zeewolde    | staal, email         |            |
| 2003                          | Le chemin deJoyce (wandelpad met rode mijnsteen)          | Ann Veronica Janssen            | Hosterwold                                                          | Zeewolde    | rode mijnsteen       |            |
| 2003                          | Some Dreams They Forgot (bomen met de wortels naar boven) | Anya Gallaccio                  | Hosterwold                                                          | Zeewolde    | naaldbomen           |            |
| 2004                          | Vliegende eenden                                          | Kurt Arentz                     | Zuiderzeeweg                                                        | Zeewolde    | brons, messing       |            |
| 2004                          | Waterpiece (fontein)                                      | David Reichman Gibbs            | Merelhof                                                            | Zeewolde    | staal, water         |            |
| 2004                          | Obelisk (Levensboom))                                     | Huub en Adelheid Kortekaas      | Horsterweg / Sportlaan (rotonde)                                    | Zeewolde    |                      |            |
| 2005                          | Vlinder(monument)                                         | Erik Wallenburg                 | Vrijetijdshart                                                      | Zeewolde    | brons                |            |
| 2005                          | Schakeling van samenwerking                               | Erik Wallenburg                 | Tweespan / Spiekweg                                                 | Zeewolde    | bros                 |            |
| 2007                          | Het Z'tje                                                 | Erik Wallenburg                 | Raadhuisstraat                                                      | Zeewolde    | brons                |            |
| 2007                          | Open steenvorm                                            | Kees Bierman                    | Knarbos West                                                        | Zeewolde    | metaal               |            |
| 2007                          | De ogen van...                                            | Ella Steenmeijer                | Ravelijn 1                                                          | Zeewolde    | lexaan, verf         |            |
| 2008 /2019/ 2024 derde versie | Koe                                                       | Ella Steenmeijer                | Horsterplein                                                        | Zeewolde    | polyurethaan         |            |
| 2011                          | Klimaatmonument                                           | Onbekend                        | Ganzenweg                                                           | Zeewolde    |                      |            |
| 2011                          | Rupsbank                                                  | Rob van de Broek                | Gelderseweg                                                         | Zeewolde    | baksteen en mozaïek  |            |
| 2013                          | Kroningsdeksels Willem-Alexander en Máxima                | Paul Bausch                     | Raadhuisplein - Raadhuisstraat - Kerkplein - Marktstraat - Marktpad | Zeewolde    |                      |            |
| 2015                          | Kunstwerk scouting                                        | Hertine Kars                    | Nulderpad 3                                                         | Zeewolde    | staal en cortentaal  |            |
| 2015                          | IJsmeester (hangende pinguïn)                             | Erik Wallenberg                 | Kerkplein                                                           | Zeewolde    | staal en cortentaal  |            |
| 2020                          | Liggende Hond, kip, kat                                   | Lissy Boesen                    | Marktstraat                                                         | Zeewolde    | gegoten beton        |            |
| 2020                          | Social sofa, ontmoeten en verbinden                       | Ben en Sylvester van den Hengel | Marktpad                                                            | Zeewolde    | beton en glasmozaïek |            |
| 2022                          | Muurschildering Schildersteeg                             | plaatselijke kunstenaars        | Schildersteeg                                                       | Zeewolde    | verf                 |            |
| 2023                          | Schilderingen elektriciteitskastjes (10 of meer)          | plaatselijke kunstenaars        | centrum Zeewolde                                                    | Zeewolde    | verf                 |            |